# تیاتون ۱۰۳۴۶
سیارک ۱۰۳۴۶ (به انگلیسی: 10346 Triathlon، نامگذاری:1992GA1) ده هزار و سیصد و چهل و ششمین سیارک کشف شده‌است که در ۲ آوریل ۱۹۹۲ کشف شد.
قدر مطلق سیارک برابر ۱۴٫۳۰ است.